# Schitul Luna Șes
Schitul Luna Șes sau Schitul Sfântul Arhidiacon Ștefan este un  complex monahal, format dintr-o biserică de lemn în stil maramureșean cu troiță, o casă monahală din lemn și gard împletit în stil tradițional oșenesc. A fost construit in perioada 2008-2012, iar biserica a fost târnosită de PS Justin Hodea Sigheteanul la 5 mai 2012.
Preot slujitor este Pr. Robas Nicolae (preot de mir)

## Imagini

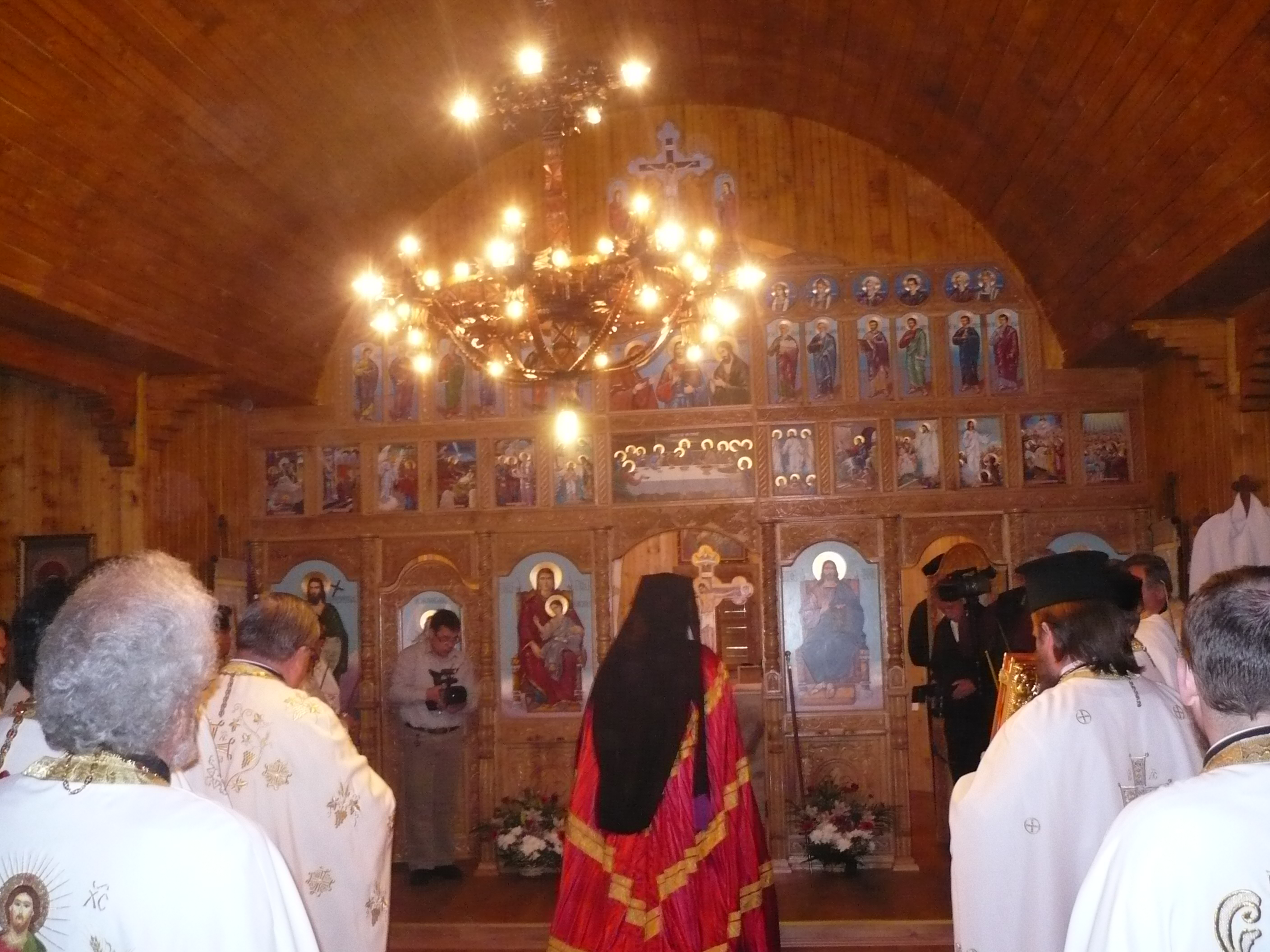
În interiorul bisericii de lemn - Schitul Luna Șes
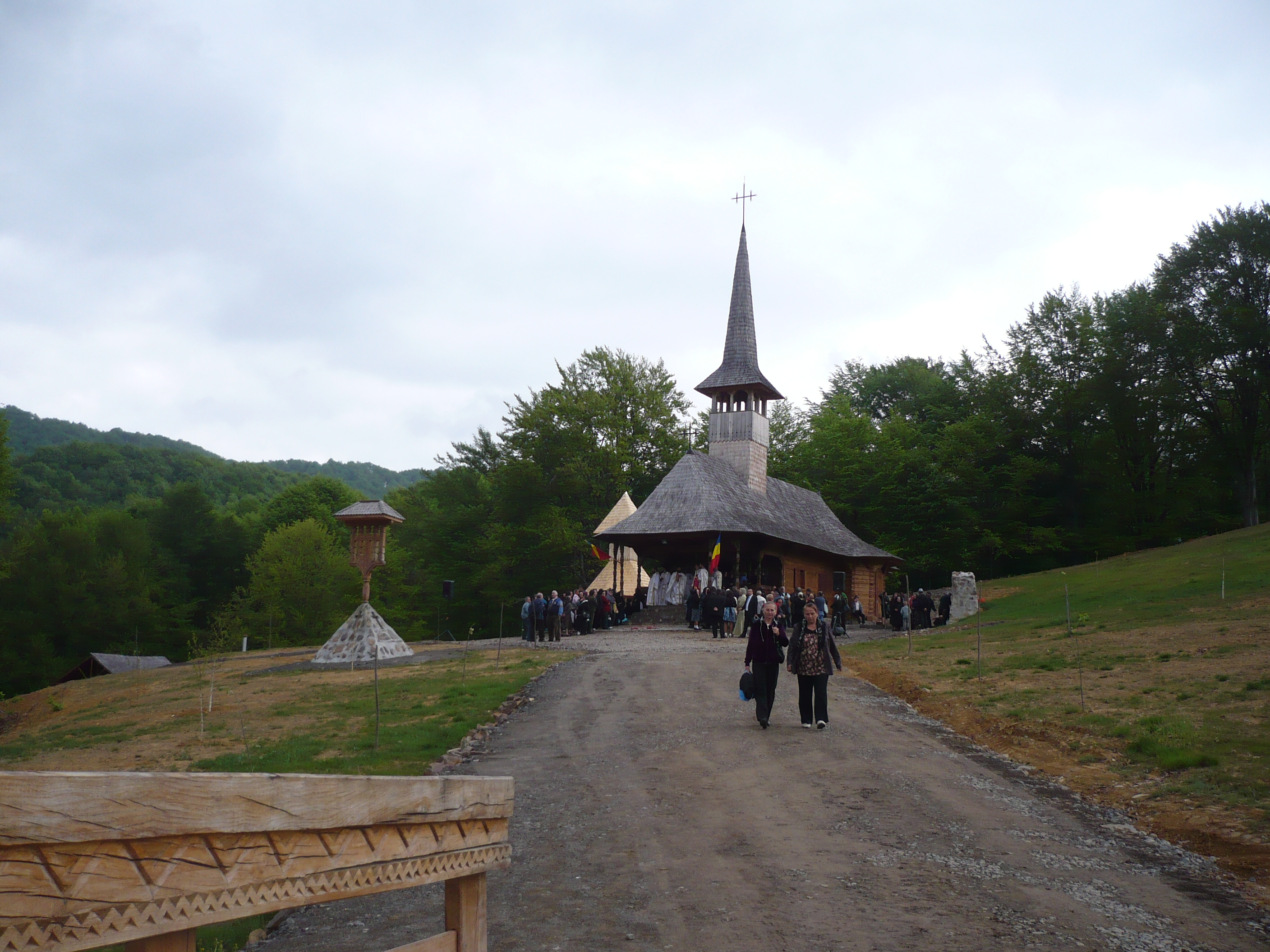
Schitul Luna Șes
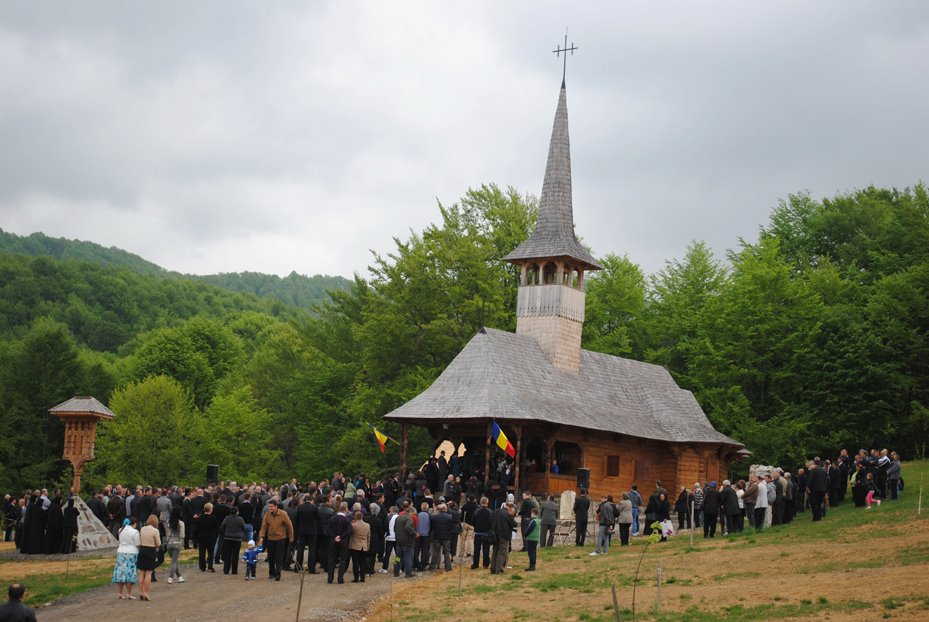
Schitul Luna Șes